# Prasinocyma degenerata
Prasinocyma degenerata là một loài bướm đêm trong họ Geometridae.